# BMW R 18
La BMW R 18 est une moto cruiser fabriquée par BMW Motorrad. Elle a été officiellement présentée en avril 2020 et lancée en septembre 2020 en Allemagne. En raison de la pandémie de Covid-19, le lancement officiel chez les concessionnaires BMW n'a pas été possible, la moto a donc été présentée virtuellement sur Internet.
La R 18 est la deuxième tentative de BMW, après la R 1200 C, de se lancer dans le segment du marché des gros cruisers, actuellement dominé par Harley-Davidson, Indian, Triumph avec la Thunderbird et la Rocket III, Moto Guzzi ou les marques japonaises Honda, Kawasaki, Suzuki et Yamaha. La conception de la R 18 doit faciliter les modifications pour les conducteurs intéressés par la moto custom suivant une approche similaire à celle adoptée avec la R nineT. Son apparence et sa technologie visible sont basées sur la conception de la BMW R 5 de 1936.

## Conception et développement
BMW a commencé le développement de la R 18 en 2015 présentant un peu plus tard des informations sur la conception et les spécifications du modèle de série.
La moto est équipée d'un cadre en acier tubulaire à double boucle, d'un arbre de transmission non caréné et de roues à rayons ou de jantes à bâtons. La roue arrière est guidée par un bras oscillant arrière en porte-à-faux, dont les roulements et l'unité ressort/amortisseur sont dissimulés donnant l'impression d'un cadre rigide à la manière d'une Harley-Davidson Softail. Des technologies modernes telles que l'ABS dans les virages, les systèmes d'assistance, l'injection de carburant et la fourche télescopique inversée sont installées.
La moto est propulsée par un bloc bicylindre boxer de 1 802 cm3 à refroidissement mixte air/huile récemment mis au point. Il s'agit du plus gros bicylindre à plat jamais produit. Deux arbres à cames entraînés par chaîne sont placés au-dessus du vilebrequin. Les soupapes sont contrôlées par des poussoirs au-dessus des cylindres et des culbuteurs. Contrairement aux études équipées de carburateurs, le modèle de production dispose d'un système d'injection à commande électronique avec gestion numérique du moteur et commande électronique des gaz. La purification des gaz d'échappement est réalisée par un convertisseur catalytique à trois voies. La puissance maximale est de 67 kW à 4 750 tr/min et le couple maximal de 158 N m à 3 000 tr/min, dont plus de 150 N m disponibles de 2 000 à 4 000 tr/min.

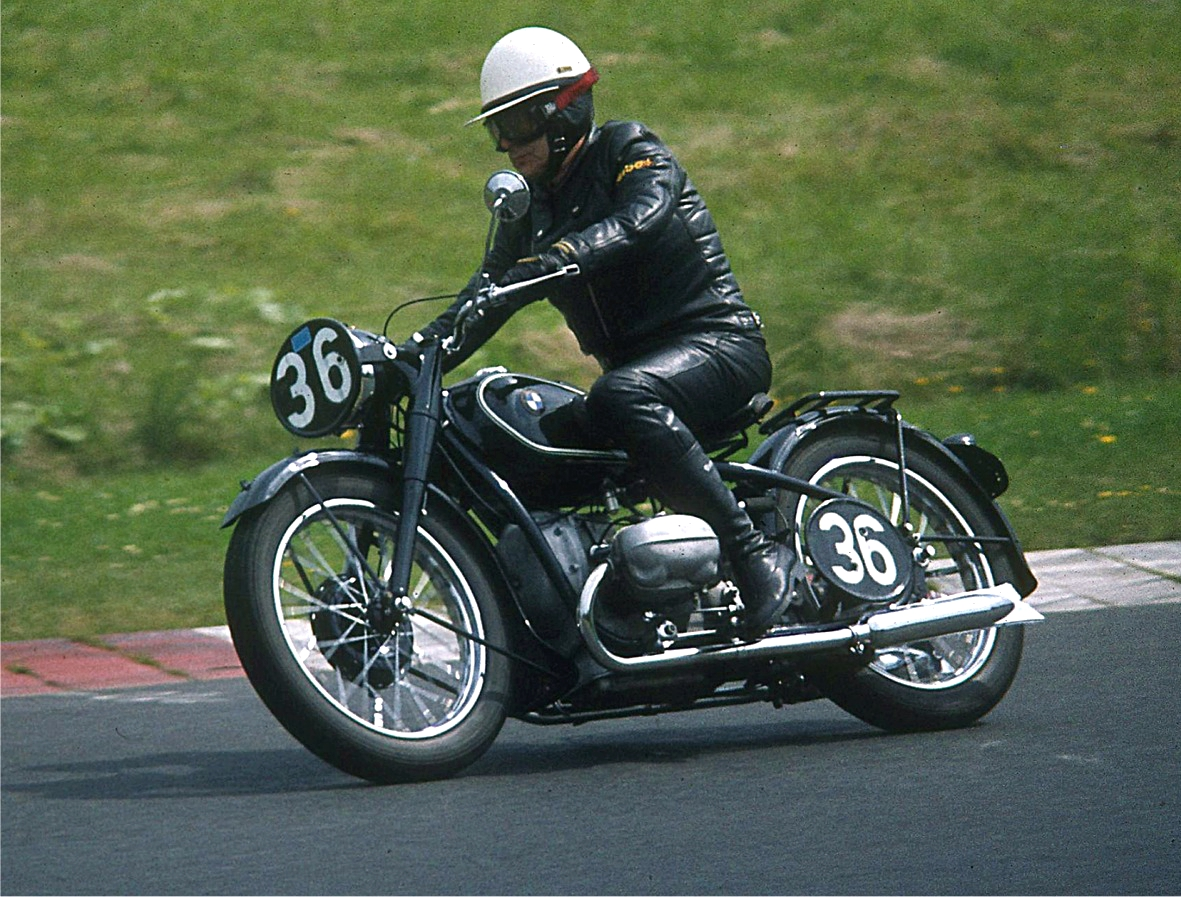
BMW R5 de 1936, modèle ayant servi à la conception de la BMW R 18.
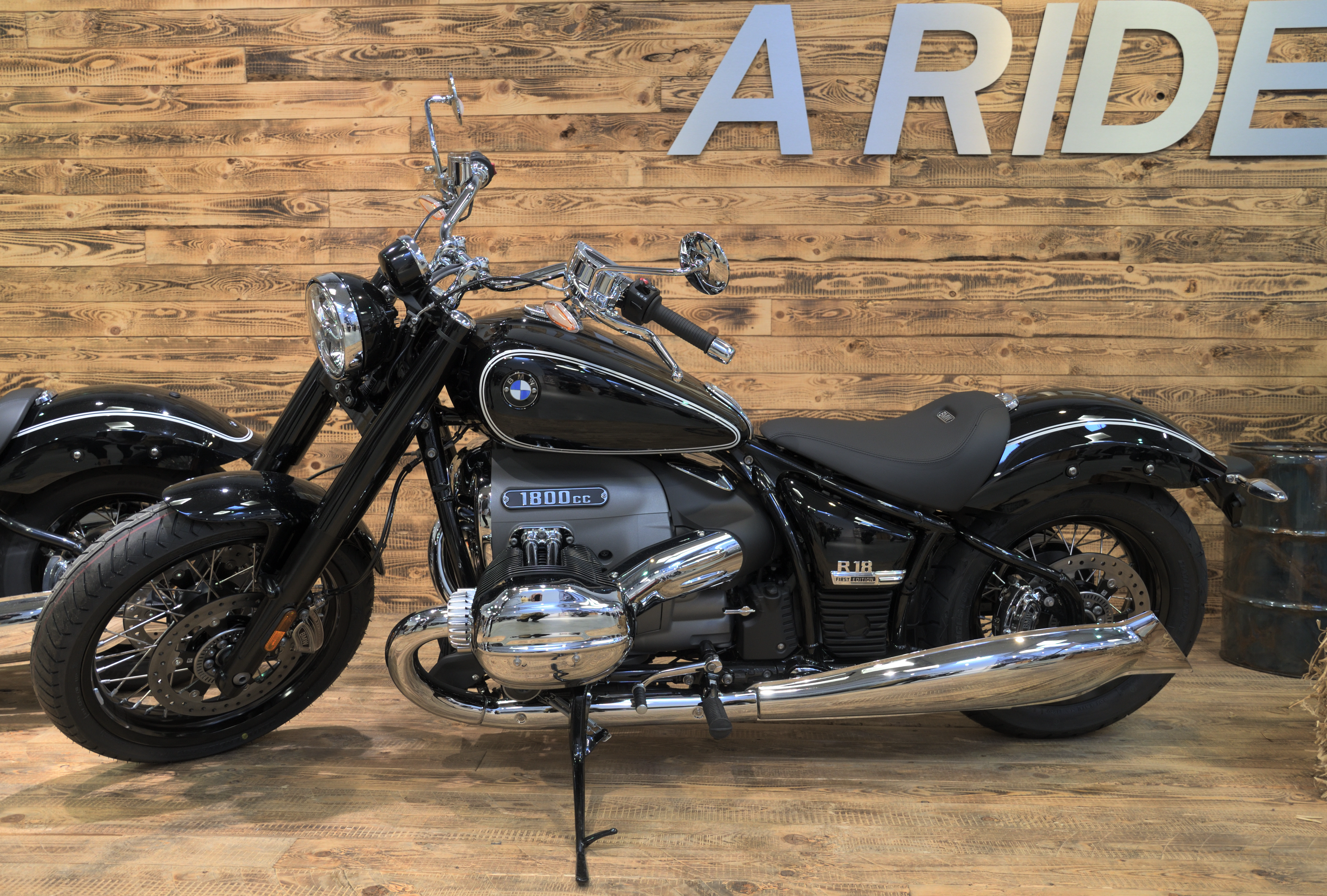
R 18 First Edition.
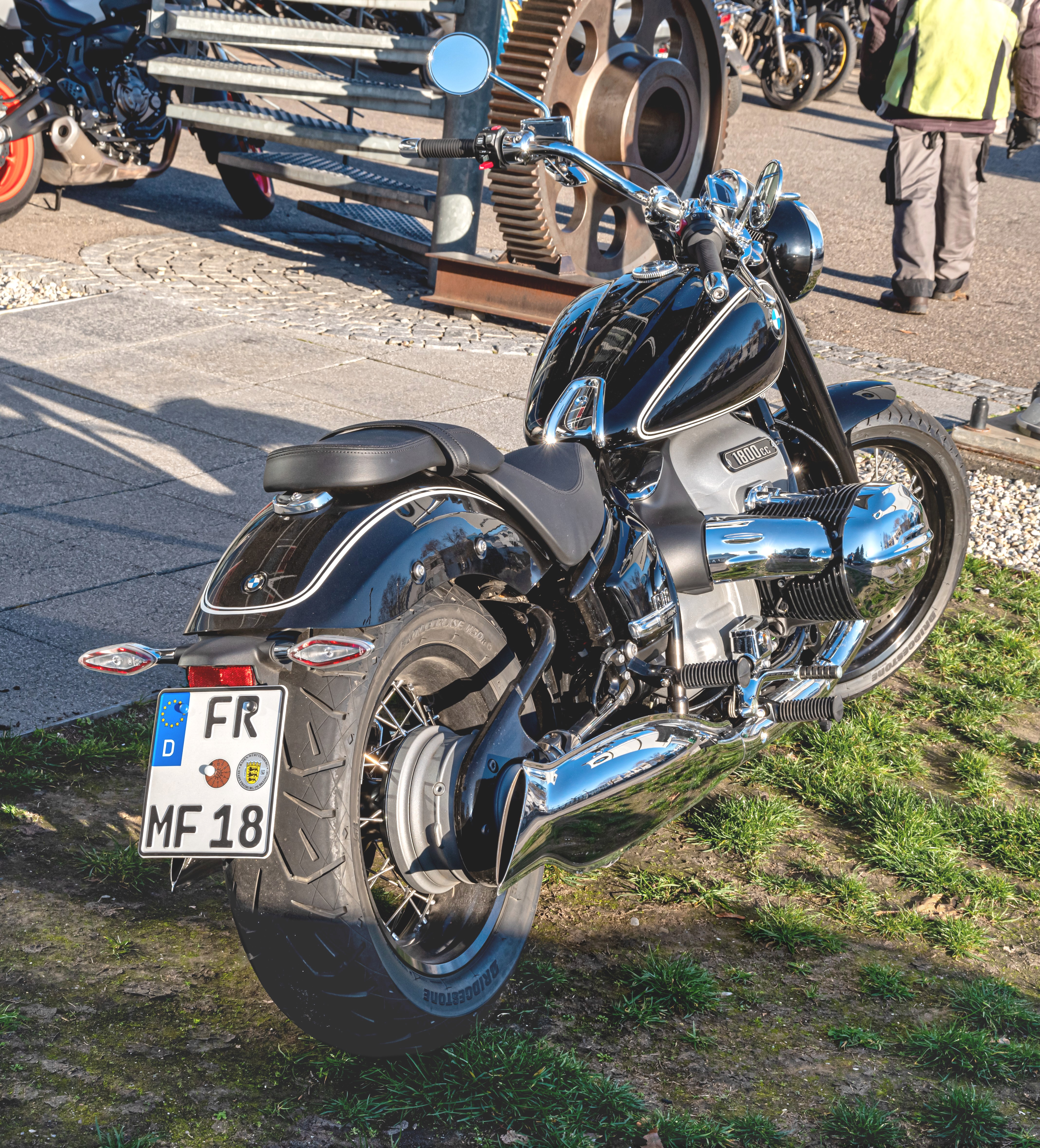
Vue arrière.
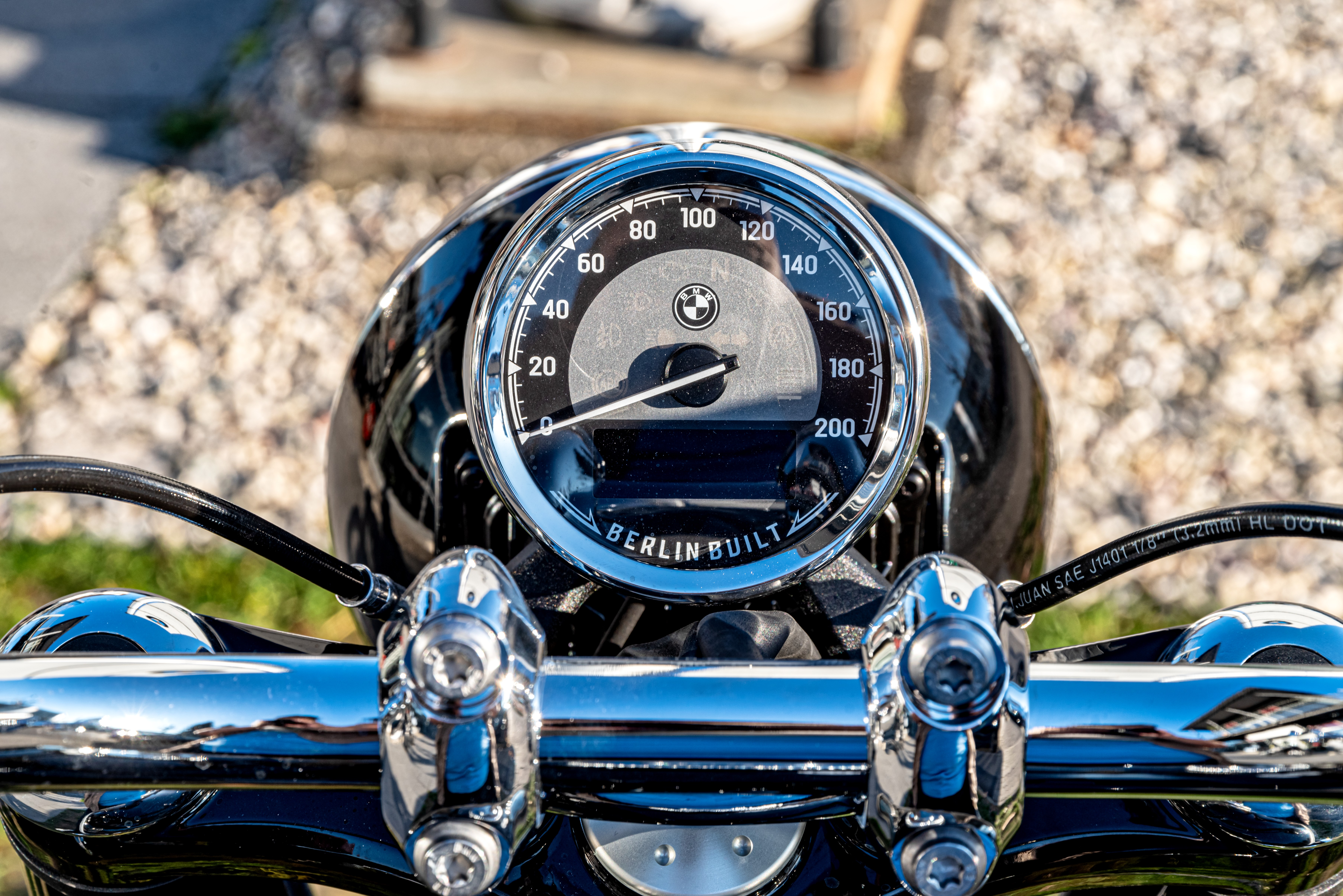
Indicateur de vitesse.
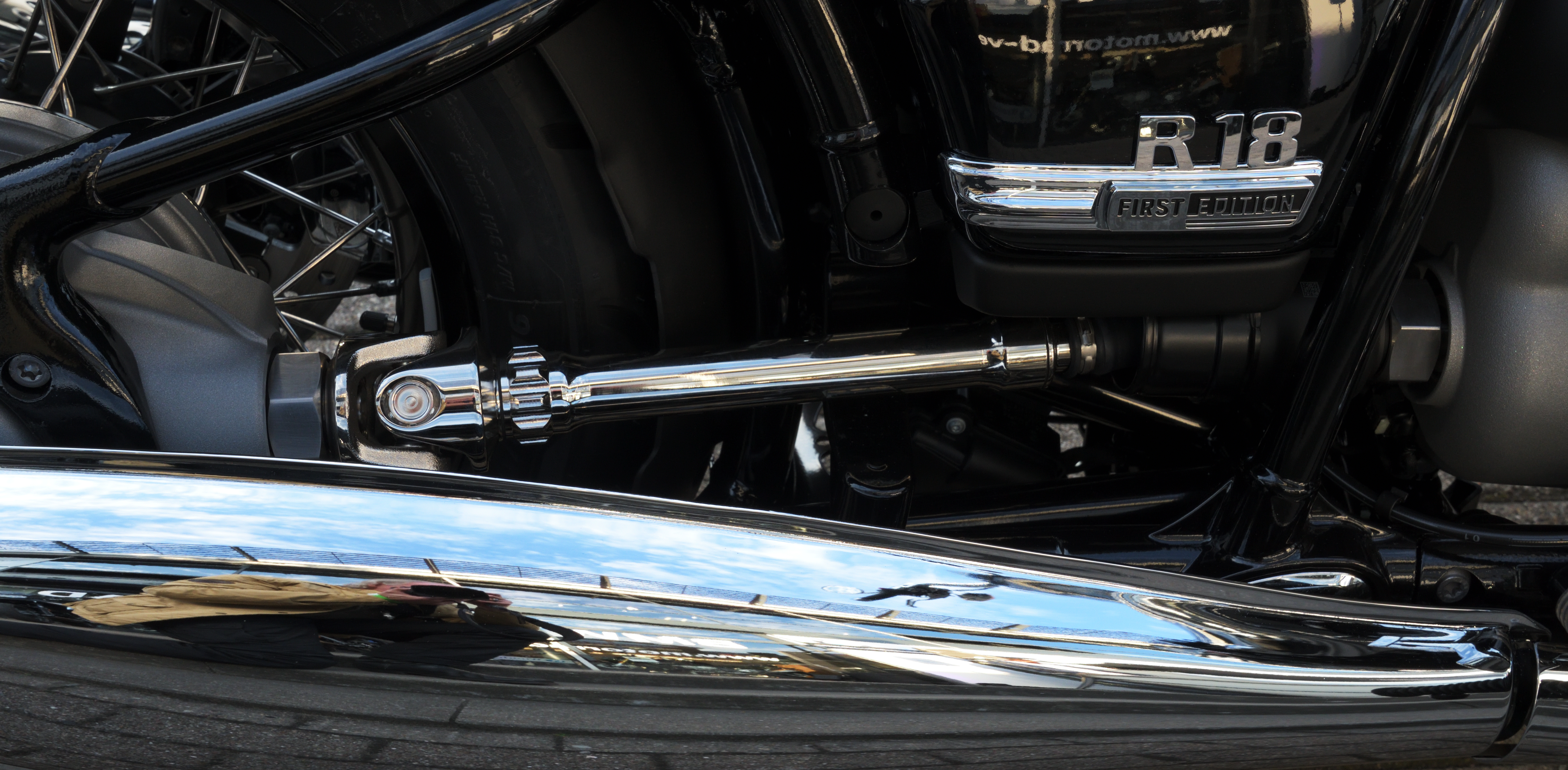
Arbre à cardan ouvert.